# Krumbächlein
Das unter 4 km lange Krumbächlein ist der Oberlauf der Kleinen Vils, die aus ihm durch bloßen Namenswechsel an der Grenze der Landkreise Erding und Landshut entsteht.

## Verlauf
Das Krumbächlein entsteht auf etwa 491 m ü. NHN bei Weiler Am See der Gemeinde Steinkirchen im Landkreis Erding an der Grenze zur Gemeinde Hohenpolding, deren Gebiet sie daraufhin nordwärts bis unterhalb von deren Weiler Krumbach durchläuft, wo sie nach etwa zwei Kilometern das Gebiet von Kirchberg erreicht. Auf der Grenze läuft von links der merklich längere wie einzugsgebietsreichere Froschbach zu und von rechts der etwa gleichwertige Diematinger Graben. Gleichwohl fließt das Gewässer unter dem Namen Krumbächlein weitere fast zwei Kilometer nordwärts durchs Gebiet von Kirchberg bis nach dessen Pfarrdorf Burgharting, wo das Gewässer über die Grenze in den Landkreis Landshut und die Gemeinde Buch am Erlbach überwechselt. Von dort an heißt es, ohne an der Stelle irgendeinen bedeutenden Zufluss zu erfahren, nunmehr Kleine Vils. 
Nach dem etwa 3,7 km langen Bach ist der Weiler Krumbach in der Gemeinde Hohenpolding benannt.